# Giovanni Gozzi
Giovanni Gozzi (n. 19 octombrie 1902, Milano, Regatul Italiei – d. 11 august 1976, Imperia, Liguria, Italia) a fost un luptător ce a reprezentat Italia, medaliat olimpic. A participat la 3 ediții ale Jocurilor Olimpice (1924, 1928, 1932) în care a câștigat o medalie de bronz.